# Gohonzon

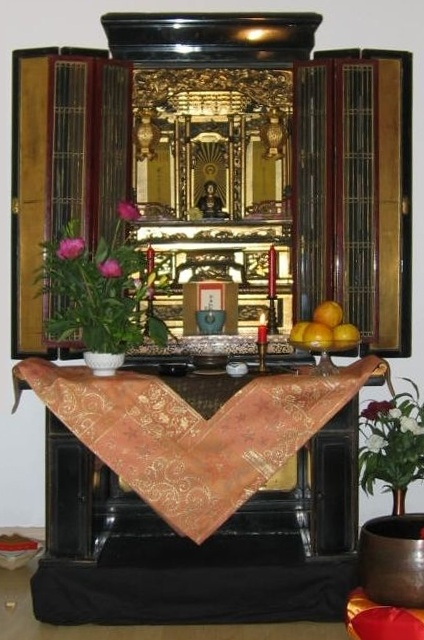
Un altar budista o 'Butsudan'. Palabra que significa coloquialmente 'hogar de Buda'. La forma y tamaño del altar es variable, y el Gohonzon, u objeto de veneración que está en su interior, varía según la escuela de budismo de que se trate.

Gohonzon (en japonés: ご本尊 o 御本尊) es un término genérico para referirse a un objeto religioso de devoción, venerado en el budismo japonés. Puede tomar la forma de un rollo o un grupo de estatuas. Por lo general, el término Gohonzon se refiere al uso convencional de objetos de devoción al interior del budismo nichiren, refiriéndose al mandala caligráfico de papel inscrito por el decimotercer sacerdote budista japonés, Nichiren, al cual se dirige el canto devocional en los templos nichiren. En estos templos, el Gohonzon se refiere a un dibujo ritual mostrando el nombre del Sutra del loto rodeado por los nombres de divinidades que son mencionadas en el sutra, y se cree que representa tanto la naturaleza del buda que se encuentra en todos los seres humanos, como las tres formas del Buda Gautama. 
Lingüísticamente, la palabra raíz  (本尊 honzon?) deriva de la palabra antigua konpon-sogyo, que significa objeto devocional de respeto o culto, a la que se le agrega el prefijo honorífico (御 go-?).Por lo general para escribir la palabra Gohonzon en el alfabeto románico, de uso en Occidente, se utiliza una mayúscula en la primera letra. La palabra 'Gohonzon' se compone de las palabras 'go' y 'honzon'. Genéricamente se utiliza la palabra Gohonzon para referirse a cualquier objeto de veneración o devoción, ya sea una estatua, un conjunto de estatuas, imágenes pintadas,  u otro tipo de objeto sagrado e incluso a ciertas palabras. No obstante, además de ese significado general, la palabra Gohonzon alude a los moji-mandala 文字 曼荼罗, es decir, mandalas escritos en caracteres ideográficos. Esos mandalas son diversos, y su forma varía según la escuela de budismo que se considere. En general se trata de pergaminos escritos en caracteres ideográficos (o letras 'kanji' como se llaman en japonés) que aluden a enseñanzas y doctrinas budistas, así como a nombres asociados a esa tradición.
Así, el Gohonzon no es igual para todas las prácticas budistas. Por ejemplo el Gohonzon del budismo Nichiren es totalmente distinto, tratándose de un rollo que contiene la escritura Nam myoho renge kyo en el centro y los nombres de los budas, estos últimos están escritos como si fueran en un espejo para representar el hecho que orando Nam myoho renge kyo todos los budas rezan con nosotros.
En el ámbito privado, los Gohonzon están consagrados en un altar llamado butsudan 佛 坛 o 仏 坛, palabra que puede traducirse como 'plataforma del Buda', o también, de modo más coloquial, como 'hogar del Buda'.  Se trata en general de estructuras de madera semejantes a la que se muestra en la foto (ver derecha), aunque su forma y tamaño, así como sus características decorativas, varían de un hogar a otro.

## Moji-mandalade las escuelas de Nichiren

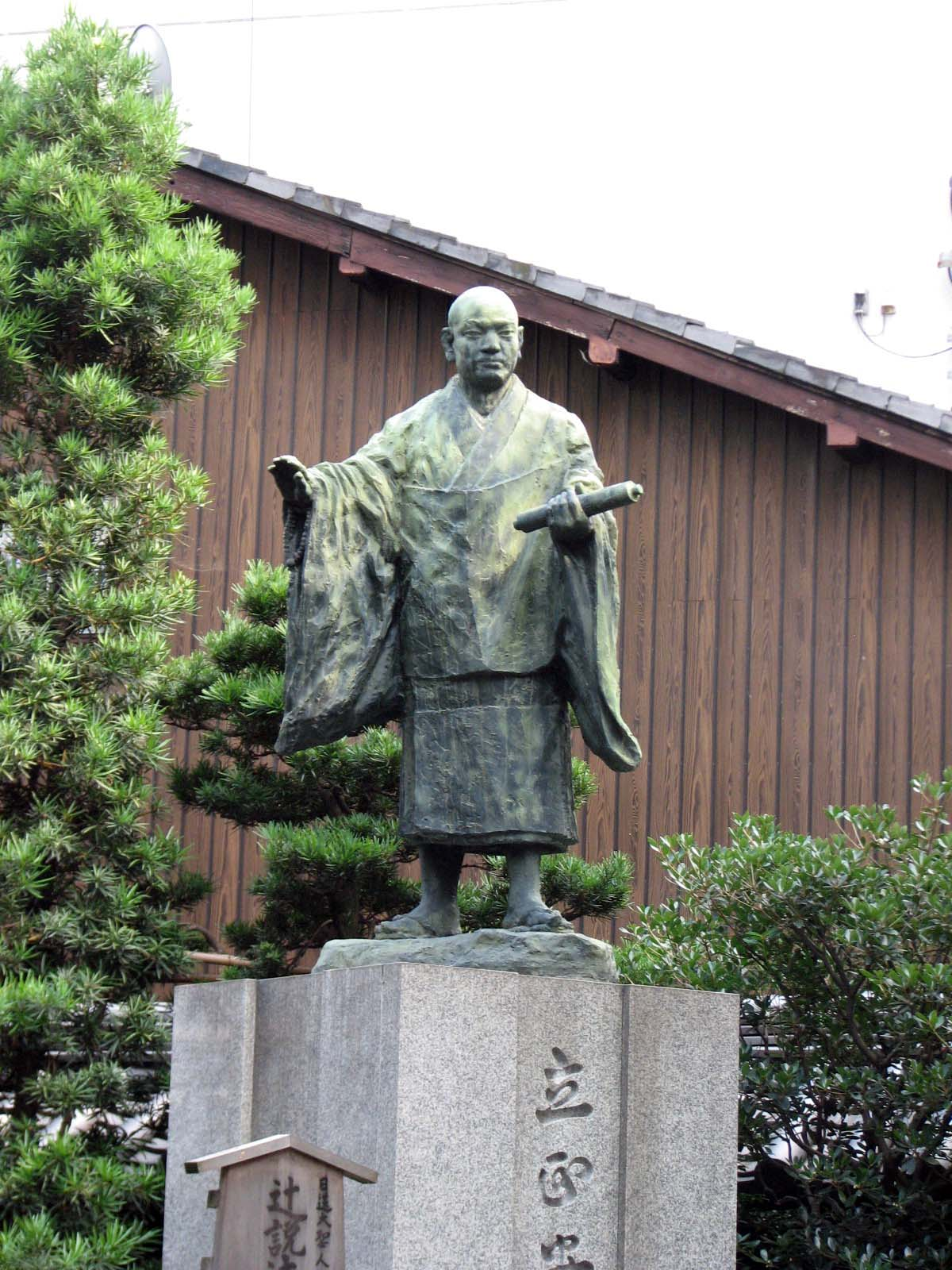
Estatua de Nichiren fundador del Budismo Nichiren.

El Moji-mandala Gohonzon, o la «Mandala Gohonzon», es el objeto principal de la devoción en Nichiren Shu y algunas otras escuelas de Nichiren , y el objeto exclusivo de veneración en el Nichiren Shoshu y Soka Gakkai.
Nichiren Gohonzons función de la escuela caracteres chinos y | previstos sánscrito para expresar la iluminación interior de Nichiren. Más destacados y comunes a todos los Gohonzons tal es la frase de Nam Myoho Renge Kyo escrita por el centro. Esto se llama el daimoku (((nihongo2 | 题目))) o shudai (((nihongo2 | 主题)), "título"), alrededor del cual los nombres de varios Buda, bodhisattva, las personas de los dos vehículos, personajes que representan los Diez Mundos, y budistas y las deidades indígenas y Japón se organizan jerárquicamente. Los nombres de las deidades cree que protege la tierra de Buda, llamada Cuatro Reyes Celestiales ( Bishamonten, Jikokuten, Kōmokuten y Zōjōten), además ocupan las cuatro esquinas, y los caracteres sánscritos que representa Aizen Myo-O y Fudo Myoo están situados a lo largo de los bordes izquierdo y derecho. Cada uno de estos nombres representa algún aspecto de la iluminación del Buda o de un concepto budista importante.
Los Gohonzons Nichiren de la escuela son inicialmente escritos con tinta sobre papel y se guardan generalmente en forma de un documento de rollo de pergamino pendiente. En algunas escuelas, la inscripción de Gohonzons destinados a la consagración a largo plazo, como los templos, a menudo se transfieren a una tablilla de madera en la que está tallada la inscripción. Los comprimidos están recubiertos con  urushi negro y los caracteres grabados, dorada. Los Gohonzons casi siempre tienen  fecha y tienen una dedicación, a veces, nombrando a la persona para quien o propósito para el cual fueron escritos o incluso la persona que solicitó su inscripción.
El primer Gohonzons de este tipo fueron inscritos por Nichiren durante su exilio en isla de Sado entre finales de 1271 y principios de 1274. Los Budas, Bodhisattvas, y los nombres de otras figuras que aparecen en un Gohonzon depende de cuándo y para quién se inscribe Nichiren. personal inscrita por Nichiren Gohonzons función de su nombre, primero a la izquierda de la daimoku, pero poco a poco pasar a directamente debajo del daimoku en sus últimos años.
Gohonzons inscritos por los sucesores de Nichiren difieren un poco dependiendo de la escuela debido a las diferencias en la interpretación del significado del Gohonzon. Por ejemplo, en el Nichiren Shu de la escuela, el sacerdote que inscribe un Gohonzon pone su propio nombre debajo del daimoku o la frase "Nichiren, Zai-Gohan" está escrito justo debajo del Gohonzon con "respeto transcritas por "a la izquierda de los personajes de Nichiren, mientras que en el Nichiren Shoshu la escuela", Nichiren "aparece justo debajo de la daimoku. En este caso, los signos de la transcripción de sumo sacerdote su nombre, precedido por las palabras "respeto transcritas por," a la izquierda de los personajes de Nichiren. Esto es porque en Nichiren Shoshu, sólo el sumo sacerdote tiene la autoridad para inscribir Gohonzons, que son transcripciones de la Dai-Gohonzon, una específica Gohonzon que Nichiren se cree que ha inscrito en la 12 º día del décimo mes de 1279. El Dai-Gohonzon tiene la firma de Nichiren directamente debajo del daimoku y es considerado como la encarnación física de la iluminación de Nichiren y su vida como el Buda Verdadero, así como el fin último de su aparición en este mundo. Esta interpretación del significado del Gohonzon de Nichiren Shoshu distingue de otras ramas de la el budismo de Nichiren.

### Manejo del Gohonzon
Budistas Nichiren Gohonzons tratar con el máximo respeto, ya que la mayoría de ellos consideran el Gohonzon para encarnar la "vida" o "condición de vida" del Buda, y por lo general, evite tocar el Gohonzon, excepto para la limpieza. Gohonzons que se han convertido en sucio o dañado se devuelven a los templos para la eliminación ceremonial. Fotografiando y copiando el Gohonzon también desalentados por ciertas escuelas (pero no todas), fotografiar, porque las copias resultantes pueden ser fácilmente profanadas, abuso o mal uso (por ejemplo, para la impresión o la creación de Gohonzons consagradas, que son considerados por los grupos afiliados al templo ser incapaz de beneficiar a aquellos que los veneran).
Otros, incluyendo a independientes (no-secta afiliados) budistas Nichiren, citar admonición propia de Nichiren sobre el Gohonzon: "Nunca busque este Gohonzon fuera de usted mismo El Gohonzon existe sólo dentro de la carne mortal de nosotros la gente común que abrazan el Sutra del Loto e invoca Nam (. u)-myoho-renge-kyo. " Para ellos, el papel Gohonzon es una representación visual de la "Ceremonia en el Aire" se describe en el Sutra del Loto y sirve como un medio de enfocarse en su propia Budeidad innata.